# カトリック広島司教区
カトリック広島司教区（カトリックひろしましきょうく、単に広島教区とも、英: Roman Catholic Diocese of Hiroshima）は、中国地方5県を管轄区域とするキリスト教 カトリック教会の司教区。司教座聖堂（カテドラル）は世界平和記念聖堂（幟町（のぼりちょう）教会）。

## 司教座聖堂
- 司教座 – 広島カテドラル 世界平和記念聖堂（幟町教会）

## 沿革
- 弘化3年（1846年） - 日本使徒座代理区が設立され、横浜に代理区長館が設置される。
- 慶応2年（1866年） - 代理区長館が長崎に移転。
- 1876年（明治9年） - 5月22日、日本使徒座代理区を日本北緯使徒座代理区（現在の東京教区）、日本南緯使徒座代理区（現在の長崎教区）の2区に分割。日本南緯使徒座代理区は近畿、中国、四国および九州 の各地方を管轄区域とした。
- 1888年（明治21年） - 南緯代理区に属していた近畿、中国、四国の3地方は中部代理区として独立、司牧をパリ外国宣教会に委託された。
- 1891年（明治24年） - 6月15日、中部代理区は大阪教区に昇格。
- 1904年（明治37年） - 1月27日、大阪教区より四国4県が新設の四国使徒座知牧区（現在の高松教区）に委譲。
- 1923年（大正12年） - 5月4日、大阪教区より中国5県が広島使徒座代理区として独立、ドイツのイエズス会に委託される。代理区長館は岡山に置かれた。（独立当初より管轄地域に変更はない。）
- 1939年（昭和14年） - 代理区長館が広島に移転。
- 1940年（昭和15年） - 岡山、鳥取両県での宣教司牧をイエズス会から淳心会に移管（1997年まで）。
- 1959年（昭和34年） - 6月30日、広島代理区は広島教区に昇格。

## 歴代使徒座代理・司教（教区長）

### 使徒座代理
- 初代 - ハインリヒ・デーリング（イエズス会） 1923年 - 1928年
- 2代 - ヨハネス・ロス（イエズス会） 1928年 - 1940年
- 3代 - アロイジオ荻原晃（イエズス会） 1940年 - 1959年

### 司教（教区長）
- 初代 - ドミニコ野口由松 1960年 - 1985年
- 2代 - ヨセフ三末篤實 1985年 - 2011年
- 3代 - トマス・アクィナス前田万葉 2011年 - 2014年
- 4代 - アレキシオ白浜満 2016年 - 現在

## 所在地・交通アクセス
〒730-0016 広島県広島市中区 幟町4-42（北緯34度23分44.4秒 東経132度28分03.7秒 / 北緯34.395667度 東経132.467694度）
- JR 「広島駅」徒歩10分
- 市内電車「銀山町停留場」徒歩6分